# Славнівська сільська рада
Сла́внівська сільська́ ра́да — адміністративно-територіальна одиниця та орган місцевого самоврядування в Роздольненському районі Автономної Республіки Крим. Адміністративний центр — село Славне.

## Загальні відомості
- Населення ради: 2 419 осіб (станом на 2001 рік)

## Населені пункти
Сільській раді підпорядковані населені пункти:
- с. Славне
- с. Котовське
- с. Рилєєвка
- с. Стерегуще

## Склад ради
Рада складається з 16 депутатів та голови.
- Голова ради: Дрозд Наталія Афанасіївна
- Секретар ради: Дегтьова Світлана Валентинівна

### Керівний склад попередніх скликань
| Прізвище, ім'я, по батькові | Основні відомості                                                         | Дата обрання | Дата звільнення |
| --------------------------- | ------------------------------------------------------------------------- | ------------ | --------------- |
| Дрозд Наталія Афанасіївна   | Сільський голова, 1958 року народження, освіта вища, позапартійна         | 26.03.2006   | 31.10.2010      |
| Дрозд Наталія Афанасіївна   | Сільський голова, 1958 року народження, освіта вища, член Партії регіонів | 31.10.2010   |                 |

Примітка: таблиця складена за даними сайту Верховної Ради України

### Депутати
За результатами місцевих виборів 2010 року депутатами ради стали:

#### За суб'єктами висування
| Суб'єкт висування                 | Кількість обраних депутатів | %    |
| --------------------------------- | --------------------------- | ---- |
| Партія регіонів                   | 9                           | 56,3 |
| Політична партія «Руська Єдність» | 4                           | 25   |
| Самовисування                     | 3                           | 18,8 |

#### За округами
| № округу                          | Прізвище, ім'я, по батькові    | Дата визнання обраним | Освіта             | Партійна приналежність                  | Відомості про обраного депутата                  |
| --------------------------------- | ------------------------------ | --------------------- | ------------------ | --------------------------------------- | ------------------------------------------------ |
| Партія регіонів                   |                                |                       |                    |                                         |                                                  |
| 1                                 | Дегтьова Світлана Валентинівна | 01.11.2010            | вища               | член Партії регіонів                    | Славнівська сільська рада, секретар              |
| 2                                 | Бєляєва Тетяна Михайлівна      | 01.11.2010            | вища               | член Партії регіонів                    | Славнівська сільська рада, спортивний інструктор |
| 4                                 | Плюшко Олег Володимирович      | 14.11.2010            | середня спеціальна | член Партії регіонів                    | КФК «Хлібороб», управляючий                      |
| 9                                 | Шатравка Галина Володимирівна  | 01.11.2010            | вища               | член Партії регіонів                    | Славнівський будинок культури, методист          |
| 11                                | Бєлова Раїса Вікторівна        | 01.11.2010            | вища               | член Партії регіонів                    | сільський клуб с. Рилєєвка, завідувачка          |
| 12                                | Уварова Наталія Олександрівна  | 01.11.2010            | вища               | член Партії регіонів                    | Котовська загальноосвітня школа, вчитель         |
| 13                                | Мозжерін Олександр Сергійович  | 01.11.2010            | середня            | член Партії регіонів                    | тимчасово не працює                              |
| 14                                | Подлєсний Олег Михайлович      | 01.11.2010            | середня            | член Партії регіонів                    | сільськогосподарський кооператив                 |
| 15                                | Дудіна Марія Олександрівна     | 01.11.2010            | вища               | член Партії регіонів                    | Котовська загальноосвітня школа, вчитель         |
| Політична партія «Руська Єдність» |                                |                       |                    |                                         |                                                  |
| 3                                 | Дурнікін Іван Степанович       | 01.11.2010            | середня            | позапартійний                           | тимчасово не працює                              |
| 5                                 | Стрембицька Надія Ігнатівна    | 01.11.2010            | середня            | позапартійна                            | пенсіонер                                        |
| 10                                | Бабіч Валентина Олександрівна  | 01.11.2010            | середня            | позапартійна                            | тимчасово не працює                              |
| 16                                | Лосєв Сергій Савелійович       | 01.11.2010            | середня            | позапартійний                           | пенсіонер                                        |
| Самовисування                     |                                |                       |                    |                                         |                                                  |
| 6                                 | Єсіпьонок Олена Володимирівна  | 01.11.2010            | середня            | член Партії регіонів                    | ВАТ «Крим-газ» Роздольненське УЕГГ, контролер    |
| 7                                 | Сирнев Дмитро Павлович         | 01.11.2010            | вища               | член Політичної партії «Сильна Україна» | приватний підприємець                            |
| 8                                 | Жидік Олена Петрівна           | 01.11.2010            | вища               | член Політичної партії «Сильна Україна» | Славнівська загальноосвітня школа, вчитель       |